# نيكول بيرغر
نيكول بيرغر (بالفرنسية: Nicole Berger )‏ (و. 1934 – 1967 م) هي ممثلة، من فرنسا، ولدت في باريس، توفيت في روان، عن عمر يناهز 33 عاماً بسبب حوادث السيارات.

## وصلات خارجية
- نيكول بيرغر على موقع IMDb (الإنجليزية)
- نيكول بيرغر على موقع ألو سيني (الفرنسية)
- نيكول بيرغر على موقع أول موفي (الإنجليزية)
- نيكول بيرغر على موقع قاعدة بيانات الأفلام السويدية (السويدية)
- نيكول بيرغر على موقع قاعدة بيانات الفيلم (الإنجليزية)
- نيكول بيرغر على موقع كينوبويسك (الروسية)